# The Center
O The Center em 2005
O The Center (Chinês tradicional: 中環中心) é o quarto maior arranha-céu de Hong Kong, atrás do Two International Finance Centre (88 andares), do Central Plaza e do Bank of China Tower. Com a altura de 346 metros, tem 73 andares. O The Center é um dos poucos arranha-céus em Hong Kong que foi construído inteiramente de aço não-estruturado com núcleo de concreto armado. Ele está localizado na Queen's Road Central no distrito Central e Ocidental, cerca de meio caminho entre o MTR's Island Line Sheung Wan e a Estação Central.